# Joe Kelly (giocatore di football americano)
Joseph Winston Kelly Jr. (Sun Valley, 11 dicembre 1964) è un ex giocatore di football americano statunitense che ha militato nel ruolo di linebacker nella National Football League (NFL).

## Carriera
Al college Kelly giocò a football a Washington, venendo premiato come miglior giocatore della squadra nell'ultima stagione. Fu scelto dai Cincinnati Bengals come undicesimo assoluto nel Draft NFL 1986. Vi giocò fino al 1989, raggiungendo il Super Bowl nel 1988, perso contro i San Francisco 49ers. In seguito giocò per i New York Jets (1990-1992), i Los Angeles Raiders (1993), i Los Angeles Rams (1994), i Green Bay Packers (1995) e i Philadelphia Eagles (1996).

## Palmarès
- AFC Championship: 1

Cincinnati Bengals: 1988